# Prva deska
Pŕva deskà ali pŕva dèska je izraz, ki dobesedno pomeni šahista (šahistko), ki igra na prvi deski (šahovnici) v moštvu. 
Kapetan šahovske ekipe ima po pravilih možnost določiti postavo po lastni presoji. Največkrat je na prvi deski res najmočnejši igralec, včasih pa iz taktičnih razlogov postavi na prvo mesto slabšega igralca. Če v ekipi igrajo npr. štirje šahisti, ima lahko ekipa tudi več igralcev (recimo A, B, C, Č ter rezervi D, E). Načeloma igrajo partije A, B, C in Č. Če v posameznem kolu tekmovanja ne igra igralec A, igrajo igralci B, C, Č, D ali pa B, C, D, E - vrstni red se mora ohraniti.
V žargonu pa izraz biti »prva deska na tekmovanju« pomeni biti najboljši igralec v moštvu ali na kratko najboljši igralec. (SSKJ)